# 菲利普 (南达科他州)
菲利普（英語：Philip），是美国南达科他州下属的一座城市。根据2010年美国人口普查，该市有人口767人。论人口在本州排行第82。